# Clawz
Никита Павлович Марчинский (род. 31 марта 1998, Минск, Республика Беларусь), также известный под ником clawz, — профессиональный киберспортсмен по Quake, Apex Legends и Diabotical. На QuakeCon 2017 завоевал два первых места в двух номинациях («Дуэль 1х1» и «Обелиск 4x4»). За свою карьеру выиграл более 297 000 долларов.

## Биография
Марчинский впервые познакомился с Quake 3 в 2004—2005-х годах, однако получил известность после первого и успешного турнира QuakeCon 2017.
Сперва дуэли показались clawz’у слишком сложными, поэтому всё время он проводил в режиме Clan Arena. Позже Никита согласился с игроками потренироваться в режиме Дуэли. Со временем Никита начал обыгрывать более опытных игроков, однако к тому времени крупные турниры по Quake Live перестали проводиться, за исключением QuakeCon и 125 FPS.
В 2019 году присоединился к команде NAVI в качестве игрока в Apex Legends. В 2021 году из основного состава перешел в запас и продолжил представлять организацию в качестве игрока в Quake Champions и Diabotical.

## Турниры
| Дата       | Место | Название                                 | Выигрыш   |
| ---------- | ----- | ---------------------------------------- | --------- |
| 2018-08-12 | 1     | QuakeCon 2018: Duel Showdown             | 25 000 $  |
| 2017-08-26 | 1     | Quake World Championship 2017: Sacrifice | 300 000 $ |
| 2017-08-26 | 1     | Quake World Championship 2017: Duel      | 100 000 $ |
| 2018-10-27 | 1     | ESWC Quake Champions 2018                | 5 000 $   |
| 2018-06-17 | 1     | OGA Quake PIT Invitational               | 5 000 $   |
| 2018-08-11 | 2     | QuakeCon 2018: Open                      | 30 000 $  |
| 2018-05-21 | 2     | DreamHack Tours 2018                     | 10 000 $  |
| 2018-10-07 | 3-4   | PGL Quake Champions Open                 | 5 000 $   |
| 2017-12-03 | 3-4   | DreamHack Winter 2017: Sacrifice         | 25 000 $  |
| 2018-12-01 | 5-8   | DreamHack Winter 2018: TDM               | 5 000 $   |

| Дата       | Место | Название                            | Выигрыш  |
| ---------- | ----- | ----------------------------------- | -------- |
| 2019-09-15 | 2     | Apex Legends Preseason Invitational | 75 000 $ |
| 2019-09-29 | 2     | TwitchCon San Diego                 | 28 750 $ |

| Дата       | Место | Название                                                      | Выигрыш |
| ---------- | ----- | ------------------------------------------------------------- | ------- |
| 2021-02-06 | 1     | Diabotical Test Tournament Series: January Playoffs (Europe)  | 6 000 $ |
| 2020-11-28 | 1     | Diabotical Test Tournament Series: November Playoffs (Europe) | 4 500 $ |
| 2020-10-24 | 1     | Diabotical Test Tournament Series: October Playoffs (Europe)  | 3 000 $ |

## История никнейма
Никнейм был образован от английского слова «claw» («коготь») с добавлением буквы «z». Позже игроки увидели, что стиль clawz’a похож на выбранный им ник.